# Flyvestation Aalborg
Flyvestation Aalborg är en flygbas i Danmark.  Den ligger i Ålborg Kommune i Region Nordjylland, i den norra delen av landet, 230 km nordväst om Köpenhamn. 
Flygbasen, som är bas för Jægerkorpset, flygvapnets Lockheed C-130 Hercules transportplan och Bombardier Challenger 600, delar landningsbanor och trafikledning med den civila flygplatsen Ålborgs flygplats.

## Historia
Ålborgs första flygplats invigdes   den 29 maj 1938. Den ockuperades av tyska fallskärmstrupper den 9 maj 1940 och redan dagen efter ockupationen inställdes all civil trafik då mer än 50 transportflygplan landade på flygplatsen.
Tyskarna lät bygga om flygplatsen  till en flygbas med namnet Fliegerhorst Aalborg West. Den hade Europas, på den tiden längsta landningsbana, av betong och användes av tyska bombflygplan på väg till Nordengland och Skottland och för transport av förnödenheter till tyska ockupationstrupper i Norge. På den tiden kunde flygplan inte flyga så långa sträckor utan mellanlandning. Förutom de två landningsbanorna byggdes totalt 19 hangarer av trä, kaserner och bunkrar samt flera luftvärnsbatterier på ett 30 kvadratkilometer stort område.
Efter Tysklands kapitulation den 5  maj 1945 övertogs basen av Royal Air Force. De förstörde all millitär utrustning, bland annat de 270 plan som fanns på basen och omvandlade byggnaderna till flyktingläger för tyskar och polacker. Efter att Danmark blivit medlem av Nato 1950 anlades en ny flygbas  norr om landningsbanorna år 1951.